# Rossana Arroyo Verastegui
Rossana Arroyo Verastegui (Ocotlán, Jalisco) es científica, maestra e investigadora mexicana galardonada con el premio L’Oréal Unesco a Mujeres en la Ciencia 2023  por su contribución en el estudio de la patogenia molecular de la tricomoniasis y el Premio Ada Byron 2025 por sus aportaciones a las áreas STEAM y su trayectoria científica.

## Biografía
Es química farmacobióloga egresada de la Universidad de Guadalajara estudió la maestría y el doctorado en biología molecular en el Centro de Investigaciones y de Estudios Avanzados.En donde realizó su tesis de maestría en amibas, dando paso después a un trabajo experimental de fibrinolisis en pacientes cirróticos una estancia postdoctoral la University of Texas Health Science Center en San Antonio, Estados Unidos. Sus inicios fueron en un laboratorio de análisis clínico comunitario en Autlán, Jalisco por un período de 4 años, en donde documentaba y realizaba registros en el tema parasitario.
En 1992 se incorporó al ahora Departamento de Infectómica y Patogénesis Molecular en el Cinvestav 3D en donde imparte clases y realiza sus investigaciones. Durante su estancia postdoctoral en Texas dio inicio a sus investigaciones sobre la patogenia molecular del Trichomonas vaginalis, para mejorar técnicas de diagnóstico. Esta casada con el Dr. Jaime Ortega López investigador con quien procreo dos hijos.

“Nosotros también aportamos y podemos hacer investigación. No somos diferentes. Si se nos abren más oportunidades vamos a poder avanzar como sociedad para dar solución a muchos problemas de salud. Es una lucha constante para encontrar espacios en donde podamos aportar. Tenemos que hacer más fácil el camino para las generaciones que vienen.”
Rossana Arroyo

### Aportaciones científicas
Su rama de estudios es la infectómica y patogénesis molecular, de manera inicial sus trabajos iban orientados a los microorganismos y parásitos intestinales. Fue en su estancia en Texas en donde se especializó en estudiar el microorganismo Trichomonas vaginalis, causante de la tricomoniasis patógeno transmisión sexual muy común en el mundo. La tricomoniasis se transmite sexualmente y puede causar inflamación genital, lo que puede aumentar el riesgo de contraer o propagar otras infecciones como el VIH, además este patogeno predispone cáncer cervicouterino y cáncer de próstata. Sus estudios van enfocados a su diagnóstico ya que en la actualidad es necesario tomar muestras vaginales o de uretra. Esta condición, esto en voz de la Dra. Arroyo es una limitante para que las personas busquen atención médica de manera oportuna.

### Premio Internacional
El trabajo de la científica mexicana ha sido reconocido a nivel internacional con el Premio L’Oréal Unesco a Mujeres en la Ciencia, por su aportación científica ya que encabeza un grupo de investigación que desarrolla un método de diagnóstico en sangre para identificar el parásito Trichomonas vaginalis, que origina una infección de transmisión sexual de manera temprana, incluso, en pacientes sin síntomas hasta un 85% de personas no presenta síntomas. Este estudio se encuentra en la etapa de validación molecular, lo que se detecta en sangre es lo que se encuentra o confirma la muestra vaginal.

## Reconocimientos
Reconocimientos
- Premio Ada Byron 2025
- Premio L’Oréal Unesco en 2023
- Concurso Inffectious Deseases Hub en 2019.
- Premio Internacional Unesco Guinea Ecuatorial en 2012

Premio Ada Byron
El Premio Ada Byron surgió en 2014 por iniciativa de la Universidad de Deusto, en Bilbao España. Desde 2019 cuenta con el capítulo México del que forman parte las universidades del SUJ. Esta cuarta edición del premio tuvo como sede a la Ibero León. El SUJ está constituido por el ITESO, el Tecnológico Universitario del Valle de Chalco, el Instituto Superior Intercultural Ayuuk (ISIA) y las Ibero Ciudad de México, Puebla, Tijuana, León y Torreón.